# Du Karkheh au Rhin
Pour plus de détails, voir Fiche technique et Distribution.
Du Karkheh au Rhin (Az Karkheh ta Rhein) est un film iranien réalisé par Ebrahim Hatamikia, sorti en 1993. Ce film évoque les victimes de bombes chimiques dans la guerre Iran-Irak.

## Synopsis
Saeed, devenu aveugle à cause des armes chimiques dans la guerre Iran-Irak, va en Allemagne pour le traitement de sa cécité avec quelques-uns de ses amis. Sa sœur Leila habite en Allemagne avec son mari allemand. Un des amis de Saeed a l'intention d'accepter l'asile dans un autre pays et Saeed et ses amis protestent contre son action. Un œil de saeed est traité mais les docteurs découvrent que Saeed souffre de leucémie. Saeed devient très malade quand il regarde la vidéo des funérailles de l'ayatollah Khomeini qui a été enregistrée par son beau-frère. À la fin du film, Leila, son mari et l'épouse de Saeed retournent en Iran.

## Fiche technique
- Titre original : Az Karkheh ta Rhein
- Titre original non latin : persan : از كرخه تا راين
- Titre français : Du Kharkheh au Rhin[1]
- Réalisation et scénario : Ebrahim Hatamikia
- Production : Sina Film
- Pays d'origine :  Iran
- Dates de sortie : 1992

## Distribution
- Ali Dehkordi : Saeed
- Homa Rusta : Leila
- Heinz Neumann : le mari de Leila
- Asghar Naghizadeh : Basiji
- Sadegh Safayi : Basiji
- Farzaneh Asgari
- Parviz Sheikhtadi
- Noorbert Hanzing
- Nikel Gril
- Andreas Kurtz
- Majid Safavi